# Waidhofen (Bayern)
Waidhofen er en købstad (Markt) i Landkreis Neuburg-Schrobenhausen i Regierungsbezirk Oberbayern, i den tyske delstat Bayern. Den er en del af Verwaltungsgemeinschaft Schrobenhausen.

## Geografi
Waidhofen ligger ved floden Paar i Planungsregion Ingolstadt og ligger i området med aspargesdyrkning ved Schrobenhausen.
Ud over Waidhofen ligger i kommunen landsbyerne Laag, Diepoltshofen, Gröbern, Kaifeck, Rachelsbach, Schenkenau, og Wangen.